# El Rincón de San Felipe
El Rincón de San Felipe är en ort i Mexiko.   Den ligger i kommunen Zitácuaro och delstaten Michoacán de Ocampo, i den södra delen av landet, 130 km väster om huvudstaden Mexico City. El Rincón de San Felipe ligger 1 946 meter över havet och antalet invånare är 1 945.
Terrängen runt El Rincón de San Felipe är huvudsakligen kuperad, men österut är den bergig. Runt El Rincón de San Felipe är det tätbefolkat, med 319 invånare per kvadratkilometer. Närmaste större samhälle är Heróica Zitácuaro, 8,0 km söder om El Rincón de San Felipe. Omgivningarna runt El Rincón de San Felipe är en mosaik av jordbruksmark och naturlig växtlighet.